# ハワード・フローリー
フローリー男爵ハワード・ウォルター・フローリー（Howard Walter Florey, Baron Florey、1898年9月24日 - 1968年2月21日）はペニシリンの抽出によりエルンスト・ボリス・チェーン、アレクサンダー・フレミングとともに1945年度のノーベル生理学・医学賞を受賞した生理学者である。

## 生涯
南オーストラリア州のアデレードで5人兄弟の末っ子として生まれた。セントピーターズ・カレッジでは優秀な成績でアデレード大学へ進学し、1917年から1921年まで学んだ。この大学で、彼は後の妻で共同研究者になるエセル・リードと出会った。
奨学生としてオックスフォード大学のモードリン・コレッジで研究を行い、ここで学士号、修士号を取得した。そして1926年にケンブリッジ大学のゴンヴィル・アンド・キーズ・カレッジのフェローとなり、1年後に博士号を取得した。アメリカでの研究生活が終わると、彼は1931年にシェフィールド大学の生理学の教授になった。1935年に再びオックスフォードに戻り、リンカーン・カレッジの研究長となった。1938年、エルンスト・ボリス・チェーン、ノーマン・ヒートリーとともにアレクサンダー・フレミングの論文を読み、Penicillium chrysogenum の抗菌活性について議論した。彼らの研究チームはカビ由来の生成物質を大規模に探索し、抗菌活性のある成分を抽出した。そして第二次世界大戦中の1945年にペニシリンの工業生産に成功した。しかしフローリーはこの発見は科学的なメリットしかないと考えており、以下のように語っている。
彼はまた、公衆衛生の向上による人口増加に関心を持っており、避妊の忠実な信者であった。1962年、彼はオックスフォード大学のクイーンズ・カレッジの総長となり、総長在任中に彼の功績を讃えてフローリー・ビルと呼ばれる宿泊棟が作られた。この建物はイギリスの建築家であるジェームズ・スターリングによって設計された。
フローリーは1944年にナイトに叙され、1965年には一代貴族として男爵位を授けられ「オーストラリアにおけるアデレードとカウンティ・オヴ・オックスフォードにおけるマーストンのフローリー男爵（Baron Florey, of Adelaide in the Commonwealth
of Australia and of Marston in the County of Oxford）」となった。これはナイトに叙せられた発見者のフレミングよりも大きな名誉となった。同年にはメリット勲章を受章している。
フローリーは1941年に王立協会のフェローとなり、1960年から1965年まで王立協会の会長を務めた。1966年に妻のエセルを亡くした後は、長年の共同研究者であり助手であったマーガレット・ジェニングスと1967年に再婚した。1965年から68年までオーストラリア国立大学の総長を務め、1968年にオックスフォードで心臓発作で死去した。

フローリーはオーストラリアの科学、医学界において最大の科学者だと目されている。オーストラリアで最長在任期間の首相であるロバート・メンジーズは次のように語っている。
フローリーの肖像は、長年50オーストラリアドル紙幣に使われていた。またキャンベラ郊外には彼の名前にちなんだ街がある。さらにメルボルン大学のハワード・フローリー研究所やアデレード大学医学部の最も大きな講堂も彼の名前を取っている。
2004年、テレビの特別番組で最も偉大なオーストラリア人に選ばれた。

## 受賞歴
- 1945年 ノーベル生理学・医学賞、リスター・メダル（英語版）
- 1946年 アルバート・メダル
- 1951年 ロイヤル・メダル
- 1954年 クルーニアン・メダル
- 1957年 コプリ・メダル
- 1960年 ヴィルヘルム・エクスナー・メダル
- 1965年 ロモノーソフ金メダル